# كريس ارين (مغني)
كريس ارين (بالإنجليزية: Chris Warren)‏ هو مغني أمريكي، ولد في 16 مايو 1968 في هنتنغتون في الولايات المتحدة، وتوفي في 12 يونيو 2016.

## وصلات خارجية
- كريس ارين على موقع ميوزك برينز (الإنجليزية)